# Všepalestinská vláda
Všepalestinská vláda (arabsky حكومة عموم فلسطين‎, Ḥukūmat ‘Umūm Filasṭīn) byla ustanovena 22. září 1948 v průběhu první arabsko-izraelské války. Jejím účelem byla správa palestinského území obsazeného Egyptem, tedy Pásma Gazy, ve kterém Egypt téhož dne vyhlásil Všepalestinský protektorát. Zřízení protektorátu následně schválila Liga arabských států, kdy pro hlasovaly všechny členské země s výjimkou Transjordánska. Prezidentem protektorátu se stal Amín al-Husajní, bývalý předseda Vysokého arabského výboru. Předsedou vlády byl po celou dobu existence protektorátu Ahmed Hilmi Paša. Zákonodárným sborem byla Všepalestinská národní rada.
Původně vláda sídlila v Gaze, ale po invazi izraelské armády v prosinci 1948 se přesunula do Káhiry. Izrael následně zakázal její návrat a tak vládla z exilu. Po odchodu do exilu ale její vliv upadal. V Egyptě navíc v téže době došlo revolucí ke změně režimu z království na republiku. Liga arabských států poté potvrdila egyptskou správu Pásma Gazy. V roce 1953 byla všepalestinská vláda rozpuštěna. Zachována byla jen funkce předsedy vlády, který se za Všepalestinský protektorát účastnil kongresů Ligy arabských států. V roce 1959 protektorát splynul s nově vzniklou Sjednocenou arabskou republikou. Reálně byl ale stále pod nadvládou Egypta. Role všepalestinské vlády tak byla spíše symbolická.
Všepalestinská vláda nebyla uznána Transjordánskem, které si v té době nárokovalo Palestinu. Během první arabsko-izraelské války obsadilo Západní břeh Jordánu a deklarovalo jeho anexi (což Egypt s Pásmem Gazy neučinil). V prosinci 1948 se jordánský král Abdalláh I. na konferenci v Jerichu nechal jmenovat „králem arabské Palestiny“. Proti těmto krokům se vymezily ostatní státy Ligy arabských států.